# Rennes pendant la Seconde Guerre mondiale
Pour un article plus général, voir Histoire de Rennes.
Rennes pendant la Seconde Guerre mondiale concerne la vie de la ville et de ses habitants entre le 17 juin 1940 (arrivée des troupes allemandes) et le 4 août 1944 (jour de la libération de Rennes), au cours de l'occupation de la France par l'Allemagne.

## Contexte en 1939-1940

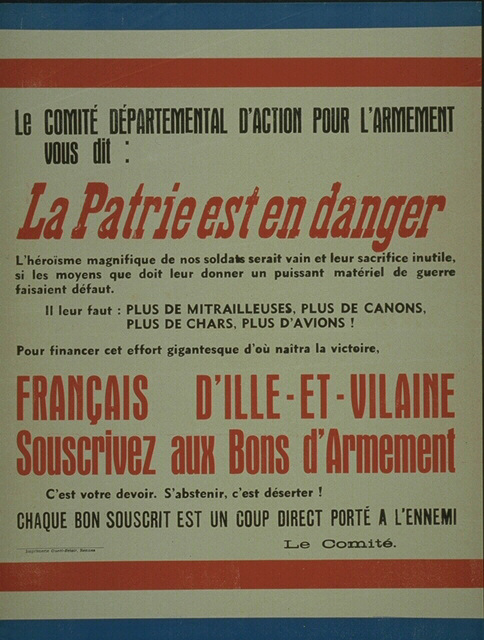
Affiche de 1939 exhortant les Français d'Ille-et-Vilaine à souscrire aux bons d'armement. (Collection du Musée de Bretagne.)

Le 2 septembre 1939, la France déclare la guerre à l'Allemagne nazie. Au cours de la drôle de guerre, la ville, à l'image de l'ensemble du pays, se prépare aux attaques ennemies alors que le conflit n'a pas réellement démarré.
Élu en 1935, François Château est alors le maire de la ville. Il prend les premiers arrêtés afin de préparer la population aux attaques. Dès le 5 septembre, il fait diffuser un avis sur la conduite à suivre en cas d'attaque aérienne et ordonne la suspension du repos hebdomadaire dans les boulangeries. Un corps de volontaires chargés de la Défense passive est organisé dès le mois de septembre ; leur formation se déroule dans le Palais Saint-Georges.
À la suite du déclenchement de la bataille de France au printemps 1940, les réfugiés venant du nord de la France et de Belgique, des Pays-Bas et du Luxembourg commencent à affluer en ville.

## Installation des troupes allemandes
Les troupes allemandes arrivent à Rennes le 18 juin 1940.
Le siège de la Police de sûreté et des services de sécurité (Sicherheitspolizei-SD) est installé au 10 rue de Robien en 1941. Depuis 1938 le propriétaire des lieux est Yves Milon (les précédents propriétaires étant la famille De Gaulle). En 1941, alors que les allemands sont déjà installés aux 8 et 12 rue de Robien, Yves Millon va mener des actes de résistance. Le bâtiment est finalement réquisitionné par les troupes d'occupations quelques semaines plus tard, et servira de lieu d'interrogatoire voire de torture.

## La Résistance à Rennes

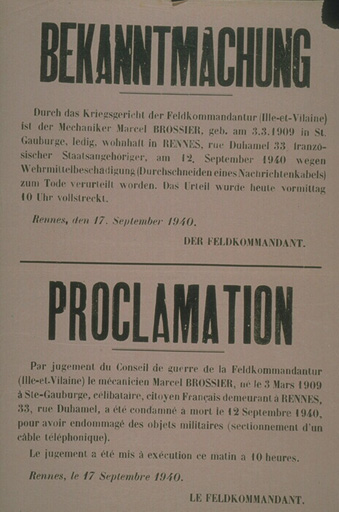
En 1940, condamnation à mort d'un résistant, Marcel Brossier, pour avoir sectionné un câble téléphonique.

En septembre 1940, Marcel Brossier est le premier fusillé pour acte de résistance à Rennes. Il avait détériorer des câbles électriques et téléphoniques.
Le 30 décembre 1942, 25 résistants communistes sont exécutés sur la butte de la Maltière à Saint-Jacques-de-la-Lande. Le 8 juin 1944, 32 résistants dont 9 Espagnols sont exécutés à la caserne du Colombier. En août 1944, environ 900 résistants sont déportés à partir de Rennes, quelque temps avant la libération de la ville.
La prison Jacques-Cartier fut le lieu d'emprisonnement de nombreux résistants comme Thérèse Pierre et Ginette Lion.

## Bombardements de la ville
Durant la guerre, Rennes subit plusieurs bombardements. La ville était équipée depuis 1932 d'un système Arcadis qui permettait d'activer les sirènes et d'éteindre les lumières sans couper le courant, ce qui permet de donner l'alerte lors des différents raids aériens.
Le premier a lieu le 17 juin 1940, alors que la ville est encombrée de réfugiés et de militaires français et anglais en attente de redéploiement. Plusieurs Dornier Do 17Z de l'escadre allemande de combat 1/KG 76 survolent la gare à basse altitude, puis, après une boucle et l'attaque d'un train de réfugiés à Cesson-Sévigné, reviennent vers la ville. Plaine de Baud, 146 soldats français (203e et 212e d’artillerie lourde divisionnaire venant des Flandres), amenés pour défendre le réduit breton encore en projet, furent tués ainsi que 156 Anglais du Royal Engineer, dans un train qui aurait dû partir vers Brest à neuf heures. Sur les voies de la gare de triage de Saint-Hélier, 206 artilleurs du 222e RALD de la 53e DI et du 64e RALD, la plupart originaires du Midi de la France, trouvent également la mort. Quelques morts parmi les civils sont également à déplorer.
Les autres bombardements seront le fait des Alliés.
Les 18 février et 26 février 1943 des appareils anglais bombardent le dépôt de la Kriegsmarine de Rennes, situé sur la route de Lorient.

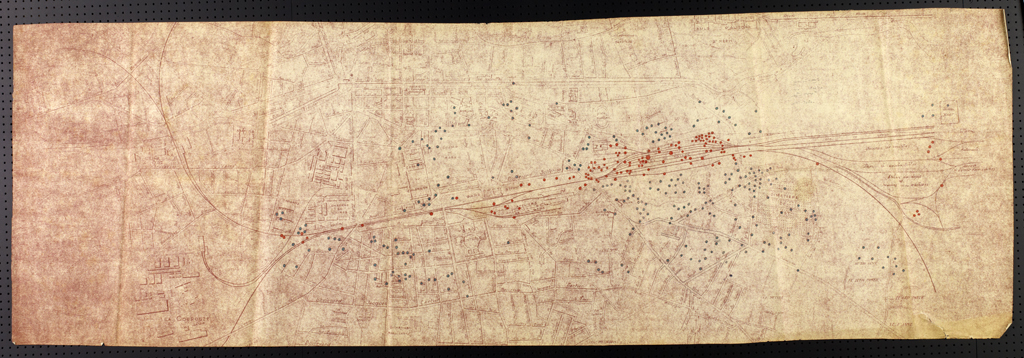
Plan (tirage sur papier rose) d'une partie de la ville de Rennes (de l'usine Dior à l'est à l'usine à gaz à l'ouest) montrant l'impact des bombardements du 8 mars 1943 par des ronds de différentes couleurs (rouge et bleu). — Musée de Bretagne

Le bombardement de Rennes du 8 mars 1943 sera le premier de la série sur la ville même et un des plus meurtriers. Le bombardement de précision à haute altitude, réalisé par 67 B-17 du 8e bomber command (91e, 303e, 305e et 306e groupes), vise les installations ferroviaires. Cependant, bien que les voies ferrées soient touchées, les bombes atteignent également des lieux civils. La foire, plusieurs artères de la ville et un très gros entrepôt appartenant à la société l’Économique sont touchés. Le bombardement se solde par un bilan humain et matériel très élevé : 274 civils tués, 172 civils blessés, 137 immeubles détruits et 2568 immeubles endommagés.
L'après-midi du samedi 29 mai 1943, 72 B-17 de l'aviation alliée visent les dépôts navals de la Kriegsmarine situés route de Lorient mais par erreur, ils lâchent leurs bombes dans tout le nord-ouest de la ville, touchant particulièrement le cimetière du Nord, l'avenue Gros-Malhon, la rue Nantaise, la rue de Brest et le jardin du Thabor. Les sirènes se déclenchent mais la population n'a pas le temps de se mettre à l'abri. On dénombre près de 200 civils tués, des obsèques nationales sont célébrés en la cathédrale le 1er juin avec 79 cercueils de victimes. On dénombrerait également 188 blessés, 103 immeubles détruits et 1706 immeubles endommagés dont l'église Saint-Martin et la chapelle du monastère de Saint-Cyr. Certains bombardiers s'écrasent ensuite dans la campagne environnante, à Clayes, Saint-Méloir-des-Ondes, au Mont-Dol et aux Champs-Géraux. Après le bombardement, de nombreux bâtiments scolaires dont le lycée de jeunes filles sont évacués et de nombreuses familles quittent la ville.
Le dimanche 18 juin 1944, les Américains bombardent la gare et la zone de triage de la plaine de Baud. Des bombes tombent à Saint-Laurent et quatre personnes meurent.
Le 17 juillet 1944, le nord-est de la ville est bombardée par l'aviation aliée. Le parc du Thabor et l'asile Saint-Méen sont touchés, on dénombre une centaine de morts, inhumés au cimetière Saint-Laurent, les autres cimetières de la ville étant inutilisables.
Le bombardement de Bruz du 19 juillet 1944, mené par les Avro Lancaster B II du groupe 1 du Bomber Command. Ceux-ci, à la suite d'une erreur d'appréciation de cible, bombardent pendant vingt minutes le village de Bruz pendant la nuit. 183 personnes sont tuées, dont 51 enfants.
D'autres bombardements sont à relever :
- bombardement de Bruz du 8 mai 1944,
- bombardement des 27 et 28 mai 1944 sur l'aérodrome de Rennes - Saint-Jacques,
- bombardements de Rennes des 9 et 12 juin 1944 destinés à ralentir les forces nazies,.

## L'épuration à Rennes en 1945 et 1946
Lors de l'Épuration neuf personnes furent fusillées à Rennes pour faits de collaboration après avoir été condamnées à mort par la Cour de justice de Rennes en 1945 : Pierre Bernier (de Pénestin), Hervé Botros (de Lanmeur), Fernand-André Geoffroy (de Pommerit-Jaudy), Claude Geslin (de Rennes), Léon Jasson (de Baud), Corentin Kergoat (de Châteaulin), Joseph Le Ruyet (de Bubry), Commandant Thomas (de Rennes) ; André Geoffroy (dit "Le grand Gef", de Lannion), lui aussi condamné à mort, vit sa peine commuée ; 10 furent condamnés à mort par contumace : Michel Chevillotte (de Brélès), François Debeauvais (de Rennes), Louis Feutren (de Rennes), Gilbert Foix (d'Auray), Yann Goulet (de Saint-Nazaire), Hervé Le Helloco (de Pontivy), Edmond Joly (de Rennes), Auguste Ménard (de Vitré), Olier Mordrel (de Plerguer), Ange Péresse (de Bubry), et exécuté lors de la Libération le 24 septembre 1945 à Rennes dans le jardin du Thabor.
Seize autres collaborationnistes notoires furent condamnés à mort et fusillés en 1946 (les exécutions eurent lieu au stand de tir de Coëtlogon à Rennes) : Michel Travers (20 ans), Georges Tilly (21 ans, originaire de Perros-Guirec) et Pierre Monnier (25 ans), membres des Groupes d'Action du Parti populaire français, sont fusillés le 20 juin 1946 ; Louis-Maurice Zeller (51 ans), Alfred Gross (28 ans) et François Munoz (29 ans), membres de l' Abwehr, ainsi qu'André Geffroy (24 ans) et Léon Jasson (24 ans), membres du Bezen Perrot, et Armand Lussiez (33 ans), membre des Groupes d'Action du Parti populaire français, le 17 juillet 1946 ; Maurice Ménard (53 ans), membre de l' Abwehrstalle de Vannes, le 8 août 1946 ; Jean Breyer (36 ans) et Jean Lefebvre (25 ans) le 14 août 1946 ; Émile Schwaller (34 ans) et Raymond Du Perron de Maurin (44 ans), membres de la Milice française, ainsi que Joseph Le Ruyet (24 ans, de Bubry), du groupe de Guy Vissault de Coëtlogon, le 5 novembre 1946 ; Roger Leneuf de Neuville (39 ans), de la Milice française, le 13 décembre 1946. D'autres virent leur peine de mort commuée en peines de travaux forcés ou de prison, ou furent condamnés à des peines de travaux forcés ou de prison ; certains parvinrent à s'échapper en Allemagne comme Alain Guerduel, pseudonyme de René-Yves Hervé, un collaborationniste notoire qui sévit notamment à Fougères.